# チアール

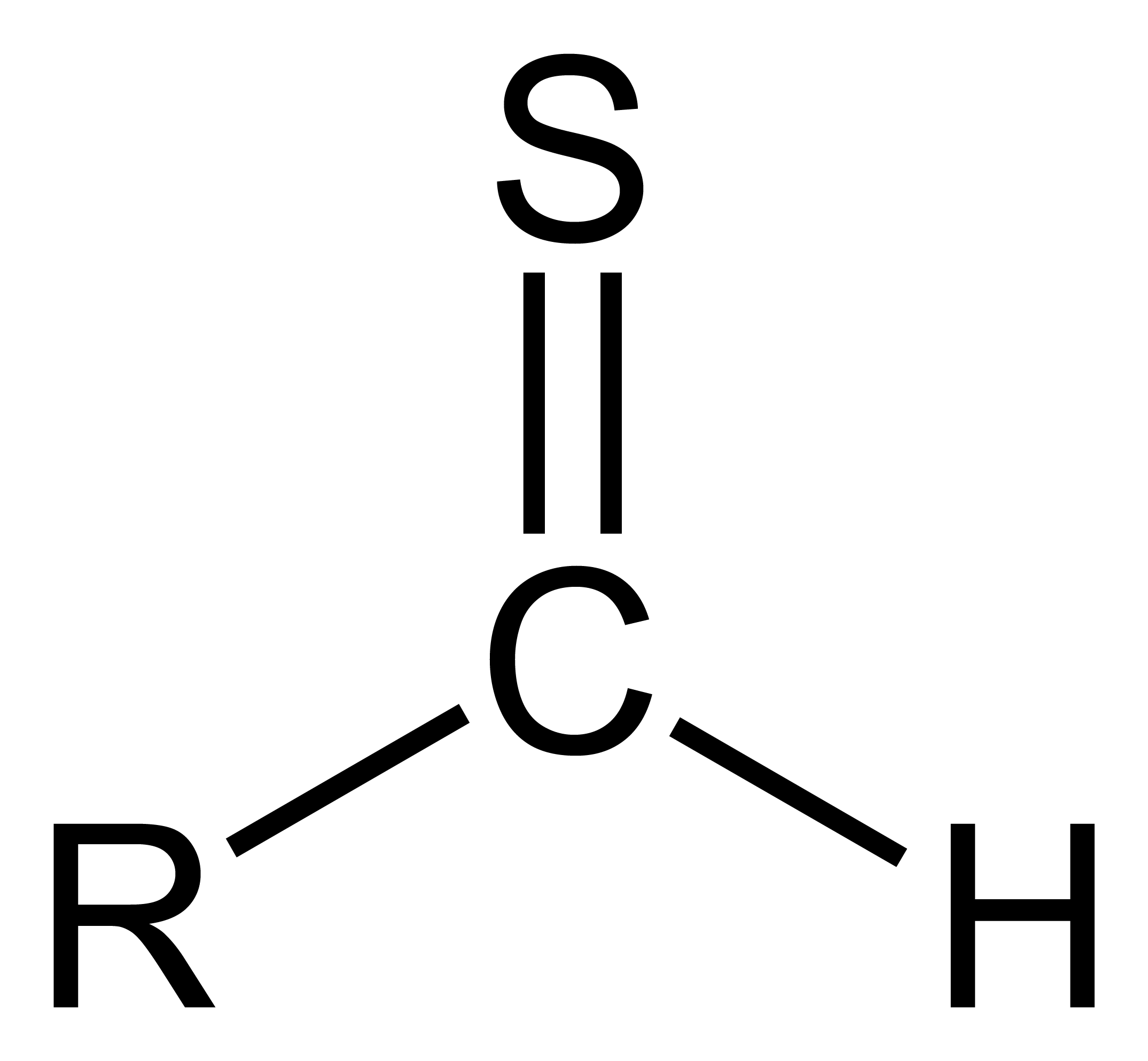
チアールの構造式

チアール（英: thial）は官能基の一種。アルデヒド（RC(O)H）の酸素原子を硫黄に置き換えたもので、チオアルデヒドとも呼ばれる。チオケトンに比べて反応性に富み、単離は困難である。例えば、チオアクロレイン（H2C=CHCH=S）は、ニンニクに含まれるアリシンの分解により生じ、ディールス・アルダー反応により異性体のビニルジチイン (vinyldithiin) へと変化する。チオホルムアルデヒド（H2C=S）は環状三量体の1,3,5-トリチアンに縮合する。 チオホルムアルデヒドは反応性が高いが、熱力学的には安定しており、重水素などとともに星間物質から発見されている。十分な立体保護のもとでは、安定したチアールを単離することができる。
初期の研究では、チアールの存在はトラッププロセスにより推定された。例として、1,3,2,4-ジチアジホスフェタン 2,4-ジスルフィド(Fc2P2S4)とベンズアルデヒドとの反応によりチオベンズアルデヒドが形成される。これはジチオホスフィンと環化付加反応し、C2PS3環を形成する。